# Упегар
Упегар (фр. Auppegard) насеље је и општина у северној Француској у региону Горња Нормандија, у департману Приморска Сена која припада префектури Дјеп.
По подацима из 2011. године у општини је живело 724 становника, а густина насељености је износила 98,77 становника/km². Општина се простире на површини од 7,33 km². Налази се на средњој надморској висини од 102 метара (максималној 107 m, а минималној 73 m).

## Демографија
| 1962. | 1968. | 1975. | 1982. | 1990. | 1999. | 2011. |
| ----- | ----- | ----- | ----- | ----- | ----- | ----- |
| 393   | 422   | 468   | 523   | 551   | 561   | 724   |

График промене броја становника у току последњих година